# Parque Municipal Américo René Giannetti
 (novembre 2019).
Si vous disposez d'ouvrages ou d'articles de référence ou si vous connaissez des sites web de qualité traitant du thème abordé ici, merci de compléter l'article en donnant les références utiles à sa vérifiabilité et en les liant à la section « Notes et références ».
Le parc national américain Renné Giannetti, est le principal parc de Belo Horizonte, capitale de l'État de Minas Gerais au Brésil. 
Il a été inauguré le 26 septembre 1897.

## Histoire
En mars 1894, la commission de construction de la ville de Belo Horizonte, sous la coordination de l'ingénieur Aarão Reis, décide de transformer la ferme de Guilherme Ricardo Vaz de Mello en zone de loisirs pour la population, donnant naissance au parc municipal.
Il est situé dans le centre-ville de Belo Horizonte, à côté de l'Avenida Afonso Pena et comprend 180 000 m2 de terrain clôturé et des tours de guet à toutes les entrées.
Le projet initial a été élaboré par le paysagiste français Paul Villon, originaire de Roybon dans l'Isère. Villon avait intégré antérieurement l'équipe du paysagiste Auguste François Marie Glaziou lors des projets réalisés à Rio de Janeiro, encore au règne de l'empereur Pedro II.
Le parc a été inauguré le 26 septembre 1897, lors de l'inauguration de la nouvelle capitale de l'État de Minas Gerais.
Restructurée en 1992 par l’administration régionale Centre-Sud dans le cadre d’un accord, certains travaux doivent encore être achevés (complément de la crèche, , etc.).
Au fil du temps, toutefois, le parc a perdu plus de la moitié de sa taille initiale.
Dans ce parc se trouve le Théâtre Francisco Nunes, théâtre de grandes pièces de théâtre.